# Michał Wróblewski (muzyk)
Michał Wróblewski (ur. 6 czerwca 1983 w Gorzowie Wielkopolskim) – polski pianista, kompozytor.

## Życiorys
Absolwent wydziału Jazzu i Muzyki Rozrywkowej Akademii Muzycznej im. K. Szymanowskiego w Katowicach na kierunkach: Fortepian oraz Kompozycja i aranżacja. Zdobywca nagrody Grand Prix Jazz Juniors 2010 (jako Michał Wróblewski Trio), laureat nagrody festiwalu Transatlantyk – Instant Composition Contest (2014). Finalista międzynarodowego konkursu pianistycznego Nottingham International Jazz Piano Competition 2012. W 2015 r. uznany za „Nową Nadzieję” w corocznej ankiecie pisma „Jazz Forum”. Zdobywca nagrody Grand Prix Jazz Melomani w kategorii „Nadzieja Roku 2014”. Od 2010 r. prowadzi trio jazzowe – Michał Wróblewski Trio.
Autor projektu symfonicznego Jazz i Orkiestra, nagranego z Narodową Orkiestrą Polskiego Radia w Katowicach, z którą występował m.in. w Muzycznym Studiu Polskiego Radia im. A. Osieckiej. Premiera albumu „Jazz i Orkiestra” miała miejsce w 2013 r. z gościnnym udziałem Zbigniewa Namysłowskiego. W ramach projektu Jazz i Orkiestra występował i nagrywał również z Orkiestrą Polskiego Radia „Amadeus”, Baltic Neopolis Orchestra.
W 2016 r. wyjechał do Nowego Jorku na zaproszenie Terence’a Blancharda, wielokrotnego zdobywcy nagród Grammy. Zespół Michał Wróblewski Trio wraz z Blanchardem odbył sesję nagraniową i wziął udział w europejskiej trasie koncertowej, występując wspólnie m.in. na festiwalu w Berlinie – Berliner Festspiele, koncercie w studiu Polskiego Radia im. W. Lutosławskiego w Warszawie, koncercie Kaunas Jazz Festival na Litwie.
Kontynuacją współpracy z Terencem Blanchardem jest album „Radiostatik”, nagrany w 2015 r. w Nowym Jorku w studiu MSR na Manhattanie (obecnie Sound On Sound Studios), z udziałem innych amerykańskich muzyków jazzowych młodego pokolenia, jak Raashan Ahmad, Andre Washington, Joshua Crumbly, Dana Hawkins. Nagranie realizował i współprodukował Russell Elevado. Wspólna europejska trasa koncertowa odbyła się w 2016 r. Od 2018 r. współpracuje z Michałem Urbaniakiem.

## Nagrody
- Jazz Juniors 2010 – Grand Prix, wraz z Michał Wróblewski Trio,
- Nottingam International Jazz Piano Competition 2012 – finalista,
- Jazzowa Płyta Roku 2013 w plebiscycie Programu III Polskiego Radia[5],
- Jazz Forum – I miejsce w kategorii „Nadzieja roku” w 2014 r. w ankiecie czytelników,
- Grand Prix Jazz Melomani – Polski Oscar Jazzowy w kategorii „Nadzieja roku 2014”,
- Transatlantyk Instant Composition Contest 2014 – II nagroda,
- Słowik – nagroda kulturalna miasta Gorzowa Wielkopolskiego 2014[6].
- Zasłużony dla Kultury Polskiej - 2021.

## Dyskografia

### Jako lider
- 2011 Michał Wróblewski Trio – „I remember” (Fonografika, Jazz Forum, 2011 r.)[7],
- 2012 Michał Wróblewski i NOSPR – „Jazz i Orkiestra” (Ellite Records, Fonografika 2012 r.),
- 2014 Michał Wróblewski Trio – „City Album” (Gats Production, Ellite Records, 2014 r.)[8],
- 2017 Michał Wróblewski – Radiostatik feat. Terence Blanchard[4].
- 2019 Radiostatik – Lucid Dream – AGORA, Filharmonia Szczecińska

### Gościnnie
- 2010 „Starsi Panowie” (Maleńczuk, Kukiz),
- 2010 „Panienki z Temperamentem” (Kayah, Renata Przemyk),
- 2011 „Mezalianse” (Justyna Steczkowska, Maciej Maleńczuk).
- 2019 Michał Urbaniak - For Warsaw with Love